# Pure Genius
Pure Genius (deutsch etwa wahres Genie, Entwicklungstitel: Bunker Hill)  ist eine US-amerikanische Krankenhausserie. Sie wurde vom Sender CBS am 13. Mai 2016 bestellt und ab 27. Oktober 2016 ausgestrahlt. Am 21. November 2016 gab der ausstrahlende Sender bekannt, dass er nicht mehr als die ohnehin bestellten 13 Episoden ordern wird. Am 17. Mai 2017 gab der Sender die offizielle Absetzung der Serie bekannt.
ProSieben startete die Ausstrahlung der Serie am 19. Juli 2017 und setzte sie nach sechs Episoden am 23. August vorzeitig ab.

## Inhalt
Handlungsort der Serie ist das ursprünglich namensgebende Krankenhaus Bunker Hill, welches vom Tech-Milliardär James Bell gegründet wurde. Dieser setzt sich für die Verpflichtung des als kompliziert geltenden Medizin-Genies Dr. Walter Wallace ein und lässt diesen an seiner Klinik praktizieren. Zusammen mit Wallace, der dem bürokratischen System der medizinischen Versorgung skeptisch gegenüber steht, will Bell das Krankenhaus im Sinne modernster technischer Errungenschaften führen und seltene und als unheilbar geltende Krankheiten bezwingen – ohne Kosten für ihre Patienten.

## Besetzung und Synchronisation
Für die deutsche Synchronisation ist die Synchronfirma Film- & Fernseh-Synchron in München verantwortlich.
| Schauspieler    | Rollenname                   | Hauptrolle (Episoden) | Synchronsprecher    |
| --------------- | ---------------------------- | --------------------- | ------------------- |
| Dermot Mulroney | Dr. Walter Wallace           | 1.01–1.13             | Manfred Trilling    |
| Augustus Prew   | James Bell                   | 1.01–1.13             | Benedikt Gutjan     |
| Odette Annable  | Dr. Zoe Brockett             | 1.01–1.13             | Sarah Riedel        |
| Reshma Shetty   | Dr. Talaikha Channarayapatra | 1.01–1.13             | Laura Maire         |
| Brenda Song     | Angie Cheng                  | 1.01–1.13             | Leslie-Vanessa Lill |
| Aaron Jennings  | Dr. Malik Verlaine           | 1.01–1.13             | Paul Sedlmeir       |
| Ward Horton     | Dr. Scott Strauss            | 1.01–1.13             | Benedikt Weber      |